# Lisa Scheenaard
Lisa Scheenaard (Weert, 5 de setembro de 1988) é uma remadora neerlandesa, medalhista olímpica.

## Carreira
Scheenaard conquistou a medalha de bronze nos Jogos Olímpicos de Verão de 2020 em Tóquio na prova de skiff duplo feminino, ao lado de Roos de Jong, com o tempo de 6:45.73.